# Црква Светог пророка Илије у Качанику
Црква Светог Пророка Илије налази се у Качанику, насељеном месту и седишту истоимене општине на Косову и Метохији. Припада Епархији рашко-призренске Српске православне цркве.

## Историјат и архитектура цркве
Црква посвећена Светом Пророку Илији је подигнута 1929. године, као складан спој пропорција и фасаде Каленића и Грачанице. У основи грађевине је равнокраки крст у комбинацији са триконхалним тространим апсидама и кубетом на квадратном постољу. Фасада је била комбинација три реда опеке и тесаника украшена архивалтама са венцима од тестерасто постављених опека и резбареним розетама на прозорима. Камени резани крст на кубету и онај изнад портала направљени су у стилу моравске школе. Била су Видљива богато украшена розета и архиволти изнад улаза. Патријарх Варнава још као скопски митрополит поклонио је цркви звоно. Аутор пројекта је Момир Коруновић, српски архитекта прве половине 20. века.
Цркву су Другом светском рату потпуно демолирали Арбанаси.

## Разарање цркве након јуна 1999. године
Након повлачења српских безебедносних органа, многи храмови на Косову и Метохији су претрпели девастацију. Црква је оштећена, оскрнављена и запаљена изнутра од стране албанских екстремиста, након доласка америчких снага КФОР-а.
Током октобра 2015. године урошевачки парох Живојин Којић је известио да је затекао цркву обијену приликом њеног обиласка, а да је време и мотив напада цркве непознат јер је црква дуже време празна.

## Галерија
- Слика цркве из 2023. године.
- Црква Светог пророка Илије.
- Црква Светог пророка Илије.
- Црква Светог пророка Илије.